# Campos Gerais (ort)
Campos Gerais är en ort i Brasilien.   Den ligger i kommunen Campos Gerais och delstaten Minas Gerais, i den sydöstra delen av landet, 600 km söder om huvudstaden Brasília. Campos Gerais ligger 840 meter över havet och antalet invånare är 22 260.
Terrängen runt Campos Gerais är platt åt sydväst, men åt nordost är den kuperad. Det finns inga andra samhällen i närheten.
Omgivningarna runt Campos Gerais är huvudsakligen savann. Runt Campos Gerais är det ganska glesbefolkat, med 38 invånare per kvadratkilometer.